# Ботошани (жудец)
Жуде́ц Ботоша́ни (рум. Județul Botoșani) — румынский жудец в регионе Западная Молдавия, самый северный жудец страны.

## География
Жудец занимает площадь в 4986 км².
Граничит с Единецким и Рышканским районами Молдавии — на востоке, с Черновицкой областью Украины — на севере, с жудецами Сучава — на западе и Яссы — на юге.

## Население
В 2007 году численность населения составляла 454 167 человек, плотность населения 91,08 чел/км².

### Динамика населения
| Год  | Численность населения |
| ---- | --------------------- |
| 1930 | 351 780               |
| 1948 | 385 236               |
| 1956 | 428 050               |
| 1966 | 452 406               |
| 1977 | 451 217               |
| 1992 | 461 305               |
| 2002 | 452 834               |
| 2011 | 398 938               |

### Национальный состав
Национальный состав, по состоянию на 2002 год:
- румыны — (98,8 %)[1] — наибольший процент румын в стране
- цыгане — (0,7 %)
- русские — (0,2 %)
- украинцы — (0,2 %)

## Административное деление
В жудеце находятся 2 муниципия, 5 городов и 71 коммуна.

### Муниципии
- Ботошань (Botoșani)
- Дорохой (Dorohoi)

### Города
- Бучеча (рум. Bucecea)
- Дарабани (рум. Darabani)
- Сэвени (рум. Săveni)
- Флэмынзи (рум. Flămânzi)
- Штефэнешти (рум. Ștefănești)

## Известные уроженцы
- Адриан Кроитору, румынский дзюдоист, призёр мировых и европейских чемпионатов.